# Asplenium bradeanum
Asplenium bradeanum är en svartbräkenväxtart som beskrevs av Osvaldo Handro. Asplenium bradeanum ingår i släktet Asplenium och familjen Aspleniaceae. Inga underarter finns listade.